# Nathalie Teppe
Nathalie Teppe (* 22. Mai 1972 in Bourg-en-Bresse) ist eine ehemalige französische Leichtathletin, die bei Mittelmeerspielen zwei Goldmedaillen im Siebenkampf und eine im Speerwurf gewann.

## Sportliche Karriere
Die 1,83 Meter große Nathalie Teppe startete bis 1989 für VA Bressans in Montrevel-en-Bresse. Nach einem Jahr bei MJC Salon De Provence trat sie von 1991 bis 1995 für Stade Français in Paris an. 1996 war sie bei US Talence und danach vier Jahre in Marseille. Nach 2001 war sie bei Vereinen aus Martigues und Franconville. 1992, 1996 und 2000 gewann sie den französischen Meistertitel im Siebenkampf. 2002 siegte sie in der Halle im Fünfkampf.
Teppe trat zwischen 1988 und 2002 bei 7 Wettkämpfen im Juniorinnenbereich und bei 31 Wettkämpfen im Erwachsenenbereich im Nationaltrikot an. Bei den Junioreneuropameisterschaften 1989 in Varaždin gewann Teppe mit 55,88 Meter die Bronzemedaille im Speerwurf hinter Karen Forkel und Britta Heydrich aus der DDR. Den Siebenkampf, der am gleichen Tag wie das Speerwurffinale begann, beendete Teppe in Varaždin nicht. Auch 1990 bei den Juniorenweltmeisterschaften in Plowdiw trat Teppe in beiden Disziplinen an. Mit 5718 Punkten wurde sie Vierte im Siebenkampf. Im Speerwurf belegte sie mit 49,88 Meter den zehnten Platz, wobei sie im Siebenkampf mit 50,74 Meter weiter warf als im Einzelwettbewerb. Bei den Europameisterschaften in Split startete Teppe nur im Siebenkampf und belegte mit 5456 Punkten den 15. Platz. 1991 bei den Junioreneuropameisterschaften in Thessaloniki war Nathalie Teppe ebenfalls nur im Siebenkampf dabei. Mit 5868 Punkten wurde sie Zweite hinter Natallja Sasanowitsch aus der letztmals antretenden Sowjetunion. 1992 bei den Olympischen Spielen in Barcelona belegte Teppe mit 5487 Punkten den 23. Platz.
Im Jahr darauf war die französische Region Languedoc-Roussillon Austragungsort der Mittelmeerspiele 1993. Teppe siegte im Speerwurf mit 60,90 Meter mit über einem Meter Vorsprung vor ihrer Landsfrau Nadine Auzeil. Im Siebenkampf gewann sie mit 6256 Punkten vor der Syrerin Ghada Shouaa. Bei den Weltmeisterschaften in Stuttgart erreichte Teppe 6037 Punkte und belegte damit den 14. Platz. Im März 1994 fanden die Halleneuropameisterschaften in Paris-Bercy statt. Mit Nathalie Teppe und Odile Lesage nahmen zwei Französinnen am Fünfkampf teil. Teppe wurde Neunte mit 4416 Punkten, Lesage belegte den zwölften Platz. Im Sommer bei den Europameisterschaften in Helsinki trat Teppe zweimal an. Im Siebenkampf bedeuteten 6171 Punkte den neunten Platz. Zwei Tage nach dem Ende des Siebenkampfs erreichte Teppe mit 55,72 Meter auch das Finale im Speerwurf. Im Vorkampf belegte sie mit 57,52 Meter den neunten Rang. 1995 bei den Weltmeisterschaften in Göteborg kam Teppe auf 6213 Punkte und wurde damit Elfte. Im März 1996 nahm sie an den Halleneuropameisterschaften in Stockholm teil, mit 4379 Punkten belegte sie den siebten Rang.
1997 verteidigte Teppe ihren Titel im Siebenkampf bei den Mittelmeerspielen in Bari, als sie mit 6161 Punkten und dreihundert Punkten Vorsprung gewann. Anderthalb Monate später bei den Weltmeisterschaften in Athen wurde Teppe mit 6242 Punkten Elfte, einen Platz vor ihrer Landsfrau Marie Collonvillé. 1998 erreichte Teppe in Götzis 6341 Punkte, bei den Europameisterschaften in Budapest gab sie auf. Anfang 1999 bei den Hallenweltmeisterschaften in Maebashi gelang Teppe mit 4472 Punkten der beste Hallenwettkampf ihrer Karriere, sie belegte den sechsten Platz. Im Jahr darauf bei den Olympischen Spielen in Sydney kam Teppe auf 5851 Punkte, diese bedeuteten den 19. Platz. Als Siebenkämpferin war Teppe danach noch bis 2004 aktiv, als Speerwerferin bis 2009.

## Familie
Nathalie Teppe ist die Schwester der Leichtathletin Agnès Teppe, die auf den Diskuswurf spezialisiert war.

## Bestleistungen
(Die Zusammenstellung der Bestleistungen erfolgte nach World Athletics sowie Chapter 12 der Broschüre von Hans van Kuijen)
- 200 Meter: 25,76 Sekunden, erstmals gelaufen am 10. August 1990 in Plowdiw
- 800 Meter: 2:13,43 Minuten, 29. Juni 1997 in Oulu
- 100 Meter Hürden: 13,72 Sekunden, 29. Juli 2000 in Talence
- Hochsprung: 1,85 Meter, 19. Juni 1993 in Narbonne
- Weitsprung: 6,23 Meter, 4. Juni 2000 in Arles
- Weitsprung (Halle): 6,27 Meter, 5. März 1999 in Maebashi
- Kugelstoßen: 14,21 Meter, 1. Juli 2000 in Oulu
- Diskuswurf: 56,47 Meter, 1. Juli 1998 in Salon-de-Provence
- Speerwurf: 61,60 Meter, 1994 in Dijon (Alter Speer)
- Speerwurf: 55,84 Meter, 21. Juli 2006 in Nancy (Neuer Speer)
- Fünfkampf (Halle): 4472 Punkte, 5. März 1999 in Maebashi
- Siebenkampf: 6396 Punkte, 2./3. Juli 1994 in Vénissieux